# Orschwiller
Orschwiller (Duits:Orschweiler) is een gemeente in het Franse departement Bas-Rhin (regio Grand Est) en telt 535 inwoners (1999). De plaats maakt deel uit van het arrondissement Sélestat-Erstein.

## Geografie
De oppervlakte van Orschwiller bedraagt 6,3 km², de bevolkingsdichtheid is 84,9 inwoners per km².

## Bezienswaardigheden
- Haut-Kœnigsbourg

## Geboren
- Joseph Muller (1895-1975), wielrenner

## Ligging
De onderstaande kaart toont de ligging van Orschwiller met de belangrijkste infrastructuur en aangrenzende gemeenten.

## Demografie
Onderstaande figuur toont het verloop van het inwonertal (bron: INSEE-tellingen).